# Apanteles lynceus
Apanteles lynceus är en stekelart som beskrevs av Nixon 1965. Apanteles lynceus ingår i släktet Apanteles och familjen bracksteklar. Inga underarter finns listade i Catalogue of Life.